# Chrysobothris pusilla
Chrysobothris pusilla es una especie de escarabajo del género Chrysobothris, familia Buprestidae. Fue descrita científicamente por Gory & Laporte en 1837.
Mide 6-8 mm.